# Juncalinho
Juncalinho (em Crioulo cabo-verdiano (escrito em ALUPEC): Junkalinh) é uma vila na ilha de São Nicolau de Cabo Verde.

## Aldeias próximas
- Morro Bras, oeste
- Carriçal, suleste

## Nota
1. ↑  «Resultados de censo de 2010 na Ilha de São Nicolau». Instituto Nacional de Estatística Cabo Verde. 25 de março de 2014. Consultado em 11 de novembro de 2018. Arquivado do original em 11 de março de 2016